# Tarare
Tarare là một xã thuộc tỉnh Rhône trong vùng Rhône-Alpes phía đông nước Pháp. Xã này nằm ở khu vực có độ cao trung bình 359 mét trên mực nước biển.
Thị trấn nằm bên sông Turdine, 28 dặm Anh về phía tây tây bắc của Lyon theo đường ray.

## Các làng phụ cận
- Affoux
- L'Arbresle
- Ancy
- Le Bois-d'Oingt
- Chatillon-d'Azergues
- Dareizé
- Dième
- Lentilly
- Lozanne
- Joux
- Les Olmes
- Les Sauvages
- La Tour-de-Salvagny
- Pontcharra-sur-Turdine
- Saint-Appolinaire
- Saint-Clément-sur-Valsonne
- Saint-Forgeux
- Saint-Loup
- Saint-Marcel-l'Éclairé
- Saint-Romain-de-Popey
- Sarcey
- Valsonne
- Violay